# Luiz Carlos Pereira
Luiz Carlos Pereira, meglio noto solo come Pereira (San Paolo, 6 marzo 1960), è un ex calciatore brasiliano, di ruolo difensore.

## Palmarès

### Club
- Campionato giapponese: 2

Verdy Kawasaki: 1993, 1994

### Individuale
- Miglior giocatore della J. League: 1

1994